# Nastassja Kinski
Nastassja Kinski (pseudonimo di Nastassja Aglaia Nakszyński; Berlino, 24 gennaio 1961) è un'attrice e modella tedesca.
Figlia dell'attore Klaus Kinski, è ricordata soprattutto per l'attività cinematografica negli anni ottanta, in cui ebbe modo di lavorare con Francis Ford Coppola in Un sogno lungo un giorno (1982), Wim Wenders in Paris, Texas (Palma d'oro al Festival di Cannes 1984) e Andrej Končalovskij in Maria's Lovers (1984). Wenders ha diretto anche l'esordio dell'attrice, nel 1975, nella pellicola Falso movimento (dove era accreditata come Nastassja Nakszynski) e il successivo Così lontano così vicino (1993). Ha vinto un Golden Globe per la migliore attrice debuttante e ricevuto una candidatura per la migliore attrice in un film drammatico per Tess di Roman Polański.

## Biografia
È nata nel 1961 (benché alcune fonti citino il 1960 o anche il 1959) dal secondo matrimonio di Klaus Kinski con l'allora ventenne Ruth Brigitte Tocki, a nove anni di distanza dalla sua sorella maggiore Pola. Ha anche un fratello, Nikolai, nato nel 1976. Il nome Nastassja Aglaia, che comprende i nomi delle due donne amate dal principe Myškin, le viene imposto dal padre, grande ammiratore di Dostoevskij.
Il 10 settembre 1984 l'attrice sposa il produttore egiziano Ibrahim Moussa, dopo aver dato alla luce il proprio primogenito Aljosha il 29 giugno dello stesso anno, avuto dall’attore Vincent Spano. Il 2 marzo 1986 nasce la primogenita della coppia, Sonja Leila, modella.
Dal 1991 inizia il rapporto che la lega sentimentalmente al musicista e produttore statunitense Quincy Jones; nel novembre di quello stesso anno muore il padre Klaus. Kinski non parteciperà ai funerali: il legame tra padre e figlia, da sempre tormentato e vissuto sul precario crinale amore-ripudio, era da tempo definitivamente reciso; circolava infatti la voce che i due avessero avuto rapporti incestuosi, cosa che l'attrice ha sempre smentito categoricamente.
L'anno successivo c'è la separazione consensuale da Moussa, il quale però (mosso da gelosia, secondo le cronache) a un certo punto si rivolge al tribunale per i minorenni di Roma contestando l'assegnazione della custodia dei figli: nell'estate del 1992 la giustizia italiana riconoscerà all'attrice il diritto di tenere con sé, nella sua nuova vita in California, entrambi i bambini. Dal suo rapporto con Jones nasce poi, il 9 febbraio 1993, Kenya Julia Miambi Sara, terza e ultima figlia dell'artista berlinese. Dopo la separazione da Jones, avvenuta nel 1997, l'attrice vive in California.

## Carriera

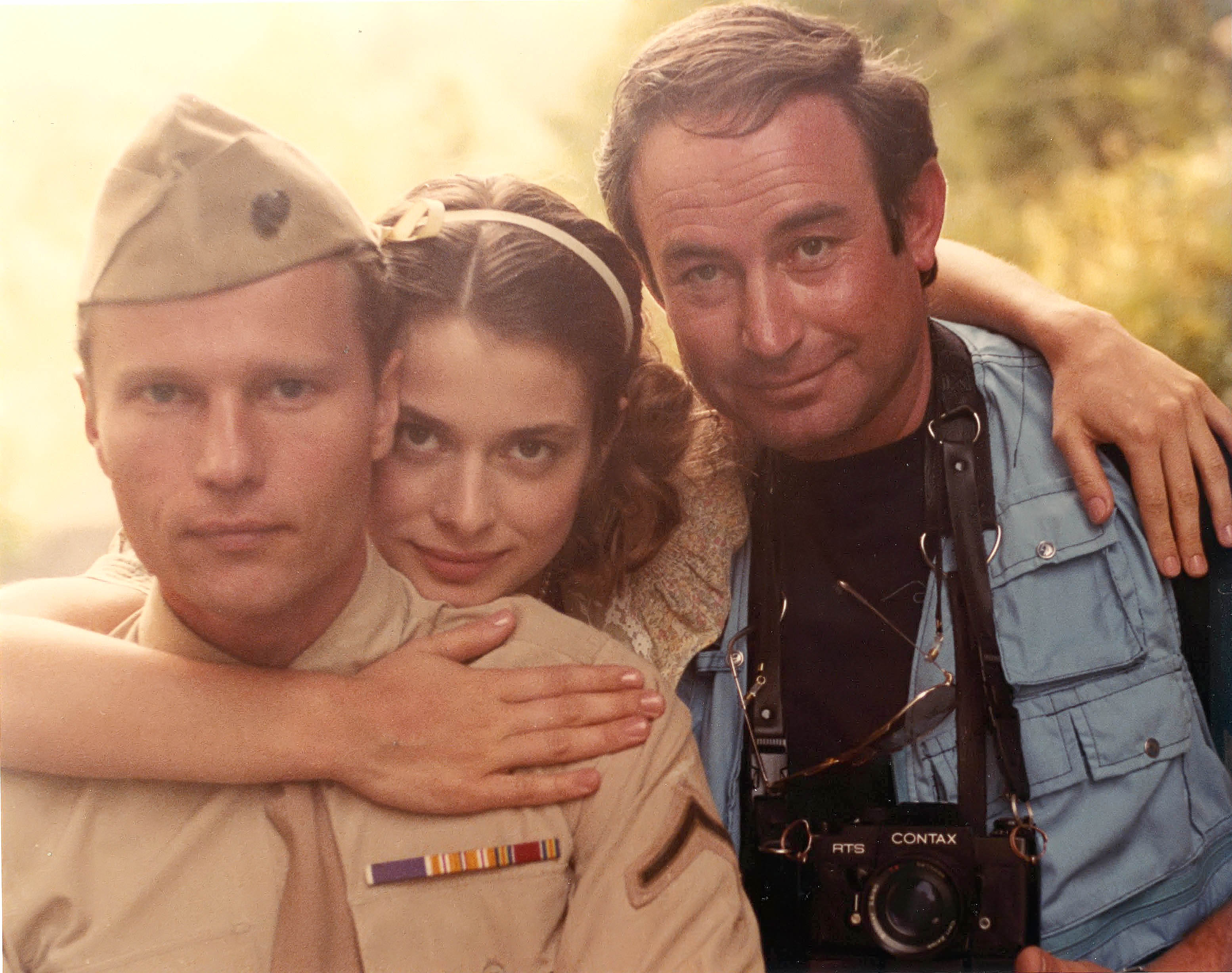
Nastassja Kinski nel 1984, fra il collega John Savage e il fotografo Yoni S. Hamenachem, durante una pausa sul set di Maria's Lovers.

Inizia presto a lavorare, sia come modella – tra le altre cose, nel 1981 sarà protagonista di un famoso scatto di Richard Avedon con un Boa constrictor – sia in televisione. Nel 1975, esordisce al cinema con Falso movimento del regista tedesco Wim Wenders. Al debutto sul grande schermo seguono altri lavori di minore spessore artistico, tra cui Una figlia per il diavolo (1976) a fianco di Christopher Lee, il film Niente vergini in collegio e il telefilm Solo per il tuo amore diretto da Wolfgang Petersen, entrambi del 1977.
Il 1978 è l'anno della consacrazione internazionale: viene infatti scelta dal regista Alberto Lattuada come protagonista del film Così come sei al fianco di Marcello Mastroianni. Nel frattempo, Kinski si lega a Roman Polański, che l'aveva conosciuta nel 1976, e che indirizza la sua giovane protetta all'Actors Studio di Lee Strasberg. Lo stesso regista franco-polacco la dirigerà nel 1979 in Tess, trasposizione del romanzo di Thomas Hardy, interpretazione che le vale il Golden Globe.
Gli anni successivi sono contrassegnati da una fervida attività: nel 1982 escono Il bacio della pantera di Paul Schrader, remake dell'omonimo film di Jacques Tourneur, e Un sogno lungo un giorno di Francis Ford Coppola. Nel 1984 è protagonista di ben tre film: Paris, Texas, diretta ancora una volta da Wenders; Maria's Lovers di Andrej Končalovskij e il remake Un'adorabile infedele, con Dudley Moore. L'anno successivo partecipa a Revolution, a fianco di Al Pacino, e ad Harem, con Ben Kingsley. Nel 1987 prende parte a Voglia d'amare, grazie al quale ottiene una candidatura ai César come migliore attrice protagonista.

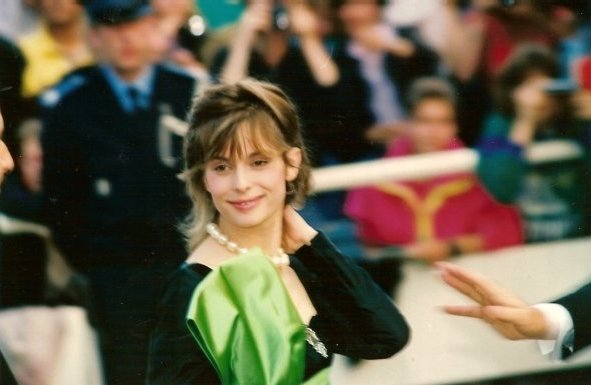
Nastassja Kinski al Festival di Cannes 1990

In questo periodo trascorre molto tempo in Italia, dove ha l'opportunità di lavorare con numerosi registi: nel 1989 partecipa a In una notte di chiaro di luna, diretta da Lina Wertmüller; nel 1990 collabora sia con Francesco Maselli, con il quale gira L'alba e Il segreto, sia coi fratelli Taviani, che la dirigono ne Il sole anche di notte; infine due anni dopo è la protagonista de La bionda di Sergio Rubini. L'attrice partecipa anche al film Acque di primavera, una produzione italiana del 1989 firmata da Jerzy Skolimowski e ispirata a un racconto di Turgenev, e a Umiliati e offesi del 1991, trasposizione del feuilleton dostoevskiano.
Wenders la dirige per la terza volta in Così lontano così vicino (1993) in cui interpreta la parte dell'angelo Raphaela e, dopo il ritorno negli Stati Uniti d'America, partecipa a diverse produzioni, soprattutto televisive. Nel 2016 partecipa come concorrente alla nona edizione di Let's dance, venendo eliminata il 29 aprile 2016. Nel 2017 partecipa come ospite alla trasmissione italiana Ballando con le stelle.

## Vita privata
Nel 1976, quando Kinski era quindicenne, ci furono voci secondo le quali la ragazza aveva una relazione sentimentale con il regista Roman Polanski, all'epoca quarantatreenne. Polanski confermò la relazione nel corso di un'intervista concessa a Diane Sawyer: « ...e Nastassja Kinski? Era giovane e avevamo una storia d'amore». Tuttavia, in una intervista del 1999 a The Guardian, Kinski smentì che ci fosse stata una relazione sessuale, e dichiarò: «C'è stato solo un flirt. Avrebbe potuto esserci qualcosa di più, ma non ci fu. Aveva rispetto per me».
Kinski ha avuto tre figli da tre relazioni differenti. Il primogenito, Aljosha Nakszynski (nato il 29 giugno 1984), è figlio di Vincent Spano, il suo coprotagonista in Maria's Lovers. Il 10 settembre 1984, Kinski sposò il regista egiziano Ibrahim Moussa, dal matrimonio nacque Sonja Kinski (2 marzo 1986). La coppia divorziò nel luglio 1992. Dal 1992 al 1995, ebbe una relazione con il produttore discografico Quincy Jones, vivendo comunque in case separate. Dal rapporto nacque Kenya Julia Niambi Sarah Jones (9 febbraio 1993), una modella conosciuta professionalmente come Kenya Kinski-Jones.
Nel 1997 frequentò per breve tempo il produttore Jonathan D. Krane. Nel corso degli anni, Kinski è stata anche sentimentalmente legata a Paul Schrader, Jean-Jacques Beineix, Rob Lowe, Jon Voight, Gérard Depardieu, Dudley Moore, Miloš Forman e Wim Wenders. A partire dal 2012 frequentò l'attore Rick Yune.
Nel 2001 Kinski dichiarò in un'intervista al The Daily Telegraph di essere affetta da narcolessia.

## Filmografia

### Cinema
- Falso movimento (Falsche Bewegung), regia di Wim Wenders (1975)
- Una figlia per il diavolo (To the Devil a Daughter), regia di Peter Sykes (1976)
- Niente vergini in collegio (Leidenschaftliche Blümchen), regia di André Farwagi (1977)
- Così come sei, regia di Alberto Lattuada (1978)
- Tess, regia di Roman Polański (1979)
- Il bacio della pantera (Cat People), regia di Paul Schrader (1982)
- Un sogno lungo un giorno (One from the Heart), regia di Francis Ford Coppola (1982)
- Lo specchio del desiderio (La lune dans le caniveau), regia di Jean-Jacques Beineix (1983)
- Sinfonia di primavera (Frühlingssinfonie), regia di Peter Schamoni (1983)
- Star's Lovers (Exposed), regia di James Toback (1983)
- Paris, Texas, regia di Wim Wenders (1984)
- Un'adorabile infedele (Unfaithfully Yours), regia di Howard Zieff (1984)
- Hotel New Hampshire (The Hotel New Hampshire), regia di Tony Richardson (1984)
- Maria's Lovers, regia di Andrej Končalovskij (1984)
- Revolution, regia di Hugh Hudson (1985)
- Harem, regia di Arthur Joffé (1985)
- Voglia d'amare (Maladie d'amour), regia di Jacques Deray (1987)
- Magdalene, regia di Monica Teuber (1988)
- In una notte di chiaro di luna, regia di Lina Wertmüller (1989)
- Acque di primavera (Torrents of Spring), regia di Jerzy Skolimowski (1989)
- Il segreto, regia di Francesco Maselli (1990)
- Il sole anche di notte, regia di Paolo e Vittorio Taviani (1990)
- Umiliati e offesi (Unižennye i oskorblёnnye), regia di Andrej Ešpaj (1991)
- L'alba, regia di Francesco Maselli (1991)
- In camera mia, regia di Luciano Martino (1992)
- La bionda, regia di Sergio Rubini (1993)
- Così lontano così vicino (In weiter Ferne, so nah!), regia di Wim Wenders (1993)
- Furia esplosiva (Crackerjack), regia di Michael Mazo (1994)
- Terminal Velocity, regia di Deran Sarafian (1994)
- Qualcuno sta aspettando (Somebody Is Waiting), regia di Martin Donovan (1996)
- Due padri di troppo (Fathers' Day), regia di Ivan Reitman (1997)
- Little Boy Blue, regia di Antonio Tibaldi (1997)
- Complice la notte (One Night Stand), regia di Mike Figgis (1997)
- Savior, regia di Predrag Antonijević (1998)
- Amici & vicini (Your Friends & Neighbors), regia di Neil LaBute (1998)
- Delitto imperfetto (Susan's Plan), regia di John Landis (1998)
- Scherzi del cuore (Playing by Heart), regia di Willard Carroll (1998)
- Ciro norte, regia di Erich Breuer – cortometraggio (1998)
- Il figlio perduto (The Lost Son), regia di Chris Menges (1999)
- The Intruder, regia di David Bailey (1999)
- Le vele della libertà (The Magic of Marciano), regia di Tony Barbieri (2000)
- Red Letters, regia di Bradley Battersby (2000)
- Le bianche tracce della vita (The Claim), regia di Michael Winterbottom (2000)
- Se cucini, ti sposo (Time Share), regia di Sharon von Wietersheim (2000)
- Gioco di potere (Cold Heart), regia di Dennis Dimster (2001)
- Amori in città... e tradimenti in campagna (Town & Country), regia di Peter Chelsom (2001)
- In fuga per la libertà (An American Rhapsody), regia di Éva Gárdos (2001)
- Diario di un'ossessione intima (Diary of a Sex Addict), regia di Joseph Brutsman (2001)
- Complici nel silenzio (Say Nothing), regia di Allan Moyle (2001)
- Ragazze al limite (Beyond the City Limits), regia di Gigi Gaston (2001)
- Serial killer.com (.com for Murder), regia di Nico Mastorakis (2001)
- Paradise Found, regia di Mario Andreacchio (2003)
- À ton image, regia di Aruna Villiers (2004)
- Inland Empire - L'impero della mente (Inland Empire), regia di David Lynch (2006) – cameo
- Il turno di notte lo fanno le stelle, regia di Edoardo Ponti – cortometraggio (2012)
- Sugar, regia di Rotimi Rainwater (2013)
- Die stillen Trabanten (Dark Satellites), regia di Thomas Stuber (2022)
- LasVegas, regia di Kolja Malik (2023)

### Televisione
- Tatort – serie TV, episodio 1x73 (1977)
- Notsignale – serie TV, episodio 1x03 (1977)
- L'anello (The Ring), regia di Armand Mastroianni – film TV (1996)
- The Great War and the Shaping of the 20th Century – miniserie TV, puntata 07 (1996) – voce
- La bella Mafia (Bella Mafia), regia di David Greene – film TV (1997)
- A Storm in Summer - Temporale d'estate (A Storm in Summer), regia di Robert Wise – film TV (2000)
- Quarantine - Virus letale (Quarantine), regia di Chuck Bowman – film TV (2000)
- Sola nel buio (Blind Terror), regia di Giles Walker – film TV (2001)
- Il giorno in cui il mondo finì, regia di Terence Gross (The Day the World Ended) – film TV (2001)
- The District – serie TV, episodio 2x08 (2001)
- In giro per la città (All Around the Town), regia di Paolo Barzman – film TV (2002)
- Les liaisons dangereuses, regia di Josée Dayan – miniserie TV (2003)
- Musketeers - Moschettieri (La Femme Musketeer), regia di Steve Boyum – film TV (2004)
- Homeshoppers' Paradise - film TV, regia di Nancy Mac Granaky-Quaye (2022)
- Poquelin & de Beaumont (Police de caractères) – serie TV, episodio 2x01 (2022)
- Castlevania: Nocturne – serie animata (2023-)

## Riconoscimenti
- Premio Bambi nel 1978 per Tatort
- Golden Globe nel 1981 per Tess come New Star of the Year
- Deutscher Filmpreis nel 1984 per Sinfonia di primavera
- Nastro d'argento nel 1985 per Maria's Lovers come Miglior attrice straniera

## Doppiatrici italiane
Nelle versioni in italiano dei suoi film, Nastassja Kinski è stata doppiata da:
- Emanuela Rossi in Così come sei, Tess, Un sogno lungo un giorno, Qualcuno sta aspettando, Due padri di troppo, Complice la notte, Amici & vicini, Le bianche tracce della vita, Se cucini, ti sposo, Le relazioni pericolose, Somiglianza letale
- Cristiana Lionello in Un'adorabile infedele, Maria's Lovers, La luna nel rigagnolo, Il figlio perduto, Terminal Velocity, Quarantine - Virus letale
- Roberta Paladini in Paris, Texas, Amori in città... e tradimenti in campagna
- Monica Gravina in Hotel New Hampshire, Voglia d'amare
- Monica Ward in Furia esplosiva, Delitto imperfetto
- Eva Ricca in Il bacio della pantera
- Anna Rita Pasanisi in Revolution
- Pinella Dragani in Harem
- Claudia Balboni in Acque di primavera
- Anna Cesareni in Così lontano così vicino
- Sabrina Duranti in Red Letters
- Roberta Pellini in In fuga per la libertà
- Eleonora De Angelis in Diario di un'ossessione intima
- Cristina Boraschi in Il giorno in cui il mondo finì
- Antonella Rinaldi in Musketeers - Moschettieri

Da doppiatrice è sostituita da:
- Elisabetta Spinelli in Castlevania: Nocturne